# Roberto Schaefer
Roberto Schaefer (født i White Plains, New York) er en amerikansk filmfotograf, der bl.a. er blevet nomineret til en BAFTA Award for sit arbejde på filmen Finding Neverland (2004). Schaefer har arbejdet som filmfotograf på samtlige af filminstruktør Marc Forsters film.

## Udvalgt filmografi
- Monster's Ball (2001)
- Finding Neverland (2004)
- Stay (2005)
- Stranger than Fiction (2006)
- Drageløberen (2007)
- Quantum of Solace (2008)